# Rafael Calça
Rafael Calça (São Paulo, 1984) é um ilustrador e roteirista brasileiro de histórias em quadrinhos. Ganhador dos prêmios Angelo Agostini, HQ Mix e Jabuti. 

## Biografia
Fez ilustrações para diversos livros e revistas, incluindo publicações das editoras Abril, Ática, Globo, LeYa e Moderna, entre outras. Participou de coletâneas de quadrinhos como Front e Quebra-Queixo: Techonorama. Em 2013, lançou a HQ independente Dueto. Foi roteirista dos romances gráficos Jockey (2015, com desenhos de André Aguiar), Crônicas da Terra da Garoa (2016, com Tainan Rocha) e Jeremias - Pele (2018, com Jefferson Costa), sobre Jeremias, o  primeiro personagem negro da Turma da Mônica de Maurício de Sousa para a linha de Graphic MSP da Panini Comics, Também foi responsável pelo roteiro da HQ de apresentação da personagem Milena e sua família, publicado em janeiro de 2019 no gibi mensal da Turma da Mônica. e co-escreveu  o argumento e atuou como consultor da peça musical Brasilis, da Turma da Mônica. Em janeiro de 2020 outra história do Jeremias foi escrita por Calça, a edição 38 da série II da Turma da Mônica Jovem, intitulada "Diário de Viagem". 
Em 2019, Calça ganhou o Prêmio Angelo Agostini de "melhor roteirista". No mesmo ano ganhou junto a Jefferson Costa dois troféus HQ MIX (Melhor Edição Especial Nacional e Melhor Publicação Juvenil) e o prestigiado e maior prêmio literário brasileiro, o Prêmio Jabuti de Melhor História em Quadrinhos. Todos por Jeremias - Pele.

## Prêmios e Homenagens
- 2020 — Vencedor na categoria Quadrinhos, do 1º Prêmio Machado, da Editora DarkSide[7]
- 2019 — Vencedor na categoria Histórias em Quadrinhos, do 61º Prêmio Jabuti[8]
- 2019 — Vencedor na categoria Melhor Roteirista, do 35º Prêmio Angelo Agostini[6]
- 2019 — Vencedor na categoria Edição Especial Nacional, do 31º Troféu HQMIX[9]
- 2019 — Vencedor na categoria Publicação Juvenil, do 31º Troféu HQMIX[9]